# Blackburnium ambiguum
Blackburnium ambiguum là một loài bọ cánh cứng trong họ Geotrupidae. Loài này được Howden miêu tả khoa học năm 1979.